# Henrik Andersson (konstnär)
Henrik Andersson, född 1973 i Göteborg, är en svensk konstnär och kurator.
Henrik Andersson utbildade sig 1997–2003 vid institutionen för konst på Konstfack i Stockholm. Hans verk har bland annat visats på Tiranabiennalen, Galleri Index, Baltic Art Center och Moderna museet. Verket SMS finns representerat på Moderna museet. Han var tillsammans med Kajsa Dahlberg kurator för utställningen "A Space on the side of the Road" på Röda Sten i Göteborg 2009.